# ТЕС Дум'ят-Захід
ТЕС Дум'ят-Захід — теплова електростанція на півночі Єгипту, розташована на узбережжі Середземного моря, за 12 км на захід від порту Дум'ят (більш відомий з історії як Дамієтта).
У період гострого енергодефіциту в країні на початку 2010-х років біля міста Дум'ят (де вже діяла ТЕС Дум'ят) спорудили нову теплову електростанцію у складі восьми газових турбін компанії General Electric типу 9E потужністю по 125 МВт. Така конфігурація дозволила пришвидшити реалізацію проекту і в той же час забезпечила можливість доповнити об'єкт паровими турбінами та створити два повноцінні парогазові блоки (конфігурація кожного 4+1).
Станом на осінь 2017-го роботи за проектом створення першого парогазового блоку з паровою турбіною General Electric D200 потужністю 250 МВт були виконані на 80 %.
Природний газ для роботи станції надходить по трубопровідному коридору Ідку – Ель-Гаміль.